# サンレアンドロ (カリフォルニア州)
サンレアンドロ（英: San Leandro）は、アメリカ合衆国カリフォルニア州のアラメダ郡にある都市。人口は9万1008人（2020年）。サンフランシスコ湾の東岸にあり、オークランドの南側、ヘイワードの北側に位置している。

## 歴史
サンレアンドロ市となった地域の最初の住人は、オローニ族インディアンの先祖であり、紀元前3500年から2500年の間のいずれかのときに入ってきていた。スペイン人開拓者は彼等をコステニョ、すなわち「海岸の民」とよび、英語圏の開拓者はコスタノアンと呼んだ。サンレアンドロを最初に訪れたヨーロッパ人は、1772年3月20日に入ってきたスペイン軍人ペドロ・ファヘス大尉とスペイン・カトリックのクレスピ神父だった。
サンレアンドロはメキシコの払い下げ地ランチョ・サンレアンドロとランチョ・サンアントニオに入っていた。どちらもエル・カミノ・ビエホ、現在の14番通り/州道185号線に沿ってある。
ランチョ・サンレアンドロは面積約9,000エーカー (36 km2) であり、1842年にホセ・ホアキン・エストゥディーリョに与えられた。サンアントニオの方が大きく、面積約44,000エーカー (180 km2) であり、1820年にスペイン軍人ドン・ルイス・マリア・ペラルタに与えられた。1855年からエストゥディーリョの2人の義理の息子、ジョン・B・ウォードとウィリアム・ヒース・デイビスが、サンレアンドロとなる町の区画を決めた。1880年代にアゾレス諸島からの移民が入ってきた時からポルトガル系住民が多く、またハワイから労働者も入ってきており、農園を造り、事業を始めた。1910年国勢調査では、人口の3分の2をポルトガル系住民が占めていた。
1856年、サンレアンドロはアラメダ郡の郡庁所在地になったが、1868年のヘイワード断層における地震で郡庁舎が破壊された。郡庁は1872年にブルックリンの町（現在のオークランド市内）に再建された
南北戦争のとき、サンレアンドロと隣のブルックリンは、カリフォルニア民兵隊中隊のブルックリン州兵を出動させた。
サンレアンドロは戦後のカリフォルニアで制限協定を結んだ多くの郊外都市の1つだった。これは市内の不動産所有者がアフリカ系アメリカ人など少数民族に土地を売却することを禁じたものだった。その結果市内の人種構成はほとんど全て白人となり、1960年ではその構成比が99.3%となっていたが、近くのオークランド市には多くのアフリカ系アメリカ人が住んでいた。アメリカ合衆国最高裁判所は「シェリー対クレーマー事件」判決で、このような制限協定を州は執行できないと判断した。1970年国勢調査では、非ヒスパニック白人の構成比が86.4%だった。市の人種構成は1980年代に多様化を始めた。2010年までにアジア系アメリカ人が人口の約3分の1となり、非ヒスパニック白人は27.1%となって、アジア系が多数派となった。

## 地理
市の北東にはサンレアンドロ丘陵が走っている。市内の標高が低い地域では、地下50ないし100フィート (15 to 30 m) に局所的な帯水層がある。地下約250フィート (75 m) には少なくとも1つの深帯水層がある。サンレアンドロ・コーンでは塩水の浸透が起こっている。浅い地下水は概して西に流れ、丘陵の麓からサンフランシスコ湾に向かっている。これらは市内低地の多くの場所で汚染されている。これら地域では、ガソリン、揮発性有機物、重金属による汚染が報告されている。

## 人口動態

市内のヒッチハイカー、1940年

### 2010年国勢調査
以下は2010年国勢調査による人口統計データである。
| 基礎データ - 人口: 84,950人 - 世帯数: 30,717 世帯 - 家族数: 20,514 家族 - 人口密度: 2,094.1人/km2（5,423.8人/mi2） - 住居数: 32,419 軒 - 住居密度: 799.2軒/km2（2,069.9 軒/mi2） - 持ち家: 57.5% - 借家: 42.5% - 持ち家空き家率: 1.4% - 貸し室空室率: 5.8% 人種別人口構成 - 白人: 37.6% - アフリカン・アメリカン: 12.3% - ネイティブ・アメリカン: 0.8% - アジア人: 29.7% - 太平洋諸島系: 0.8% - その他の人種: 13.3% - 混血: 5.6% - ヒスパニック・ラテン系: 27.4% | 年齢別人口構成 - 18歳未満: 22.3% - 18-24歳: 8.3% - 25-44歳: 27.6% - 45-64歳: 28.0% - 65歳以上: 13.8% - 年齢の中央値: 39歳 - 性比（女性100人あたり男性の人口） - 総人口: 92.3 - 18歳以上: 89.5 世帯と家族（対世帯数） - 18歳未満の子供がいる: 34.2% - 結婚・同居している夫婦: 46.0% - 未婚・離婚・死別女性が世帯主: 14.7% - 単身世帯: 26.8% - 65歳以上の老人1人暮らし: 20.2% - 平均構成人数 - 世帯: 2.74人 - 家族: 3.36人 |

| 人種構成                   | 2010            |
| -------------------------- | --------------- |
| 人口                       | 84,950 - 100.0% |
| 単一人種                   | 80,195 - 94.4%  |
| 非ヒスパニック             | 61,713 - 72.6%  |
| 白人のみ                   | 23,006 - 27.1%  |
| 黒人のみ                   | 10,052 - 11.8%  |
| インディアンのみ           | 246 - 0.3%      |
| アジア系のみ               | 24,924 - 29.3%  |
| 太平洋諸島系のみ           | 596 - 0.7%      |
| その他の人種               | 198 - 0.2%      |
| 混血                       | 2,691 - 3.2%    |
| 人種を問わずヒスパニック系 | 23,237 - 27.4%  |

### 2000年国勢調査
以下は2000年国勢調査による人口統計データである。
| 年齢別人口構成 - 18歳未満: 22.2% - 18-24歳: 7.8% - 25-44歳: 32.0% - 45-64歳: 22.0% - 65歳以上: 16.0% - 年齢の中央値: 38歳 - 性比（女性100人あたり男性の人口） - 総人口: 93.1 - 18歳以上: 89.4 世帯と家族（対世帯数） - 18歳未満の子供がいる: 28.8% - 結婚・同居している夫婦: 47.1% - 未婚・離婚・死別女性が世帯主: 12.7% - 非家族世帯: 35.3% - 単身世帯: 28.5% - 65歳以上の老人1人暮らし: 11.6% | 収入と家計 - 収入の中央値 - 世帯: 51,081米ドル - 家族: 60,266米ドル - 性別 - 男性: 41,157米ドル - 女性: 33,486米ドル - 人口1人あたり収入: 23,895米ドル - 貧困線以下 - 対人口: 6.4% - 対家族数: 4.5% - 18歳未満: 7.3% - 65歳以上: 6.5% |

## 経済
サンレアンドロでは昔から食品加工業が多く、ジェンスポート、ザ・ノース・フェイス、ギラーデリ、オーティス・スパンクマイアなどの企業があり、またコカ・コーラの工場もある。マクスウェル・ハウスがコーヒー焙煎工場を運営しており、ユーバン・ブランド製品が作られている。ショッピングセンターが5つある。すなわちベイフェア・センター、ウェストゲイト・センター、グリーンハウス・ショッピング・センター、マリーナ・スクエア・センター、ペルトン・プラザである。ラッキーの旗艦店がオープンした。
2013年オープンが予定されるゼロ・ネット・エナジー・センターは広さ46,000平方フィート (4,300 m2) の電気技術者訓練施設であり、国際電気労働者組合と全米電気工事社協会北カリフォルニア支部が作った。訓練には効率的エネルギー利用建物建設方法を含んでおり、この施設はゼロ・エネルギー・ビルとして運営される。

### 主要雇用主
サンレアンドロ市の2011年包括的財務報告書に拠れば、市内の主要雇用主は次の通りである。
| 順位 | 雇用主                                       | 従業員数 |
| ---- | -------------------------------------------- | -------- |
| 1    | サンレアンドロ統合教育学区                   | 1,119    |
| 2    | アメリカン・メディカル・レスポンス・ウェスト | 402      |
| 3    | サンレアンドロ市                             | 409      |
| 4    | ノースフェイス, Inc.                         | 395      |
| 5    | ギラーデリ・チョコレート                     | 375      |
| 6    | ウォルマート 店舗2648                        | 362      |
| 7    | キンドレッド病院                             | 268      |
| 8    | コストコ                                     | 264      |
| 9    | OSIソフト                                    | 253      |
| 10   | ウォルマート 店舗5434                        | 239      |

## 教育
市内には2つの教育学区がある。サンロレンソ統合教育学区にはワシントン・メナーの一部を含み、サンレアンドロ統合教育学区には市内の大半とオークランド市の小部分が含まれている。サンレアンドロ統合教育学区は7人の委員による教育委員会が管理している。
20世紀の後半、市内には3つの高校があった。サンレアンドロ高校は1926年の設立であり、人口が増加するに連れて2つめの高校の必要性が生じた。パシフィック高校が1960年に開校した。1970年代後半から1980年代半ばまで市内でも州内でも高校生が減少した。カリフォルニア州では、その生徒数に応じて州から予算を受けられることになっている。生徒数の減少とその結果として州予算の減少で、サンロレンソとサンレアンドロの教育学区は1980年代に学校を閉鎖するしかなくなった。
サンレアンドロ統合教育学区は2つの高校を維持できなくなった。教育委員会がパシフィック高校の閉鎖を決め、1983年に最後の卒業生を送り出した。この高校の存続を望む者達は、施設が新しいこと、障害者に優しいこと、近代的な球技場があることを挙げていた。サンレアンドロ高校の存続を望む者達は、敷地が大きく、それ故に多くの生徒を受け入れられることを主張したが、マリーナ高校（サンロレンソ統合教育学区内）をバッファーとして使う計画だった。サンロレンソ統合教育学区との交渉が失敗し、マリーナ高校も閉鎖して、高校は1つのみになった。
1989年、サンレアンドロ統合教育学区はパシフィック高校の敷地を売却し、そこはマリーナ・スクエア・ショッピングセンターとして開発された。球技場と野球場は残された。2012年、サンレアンドロ市民はバーレル・フィールドと野球場の改修に5,000万米ドルの予算を承認した。
1990年代と2000年代に、市内の生徒数が増加した。サンレアンドロ高校に科学棟が建設され、さらに劇場を含む芸術教育センターが追加された。2010年、主キャンパスから1ブロック離れたキャンパスに、9年生用校舎が完成し、公民権運動指導者で日系のフレッド・T・コレマツの名が付けられている。コレマツはサンレアンドロと多くの結びつきがあり、市に近い所に住んでいた。
サンレアンドロ高校には、ビジネス学科、社会正義学科、マルティメディア学科など学術的な科目がある。

## 政治
サンレアンドロはチャーター市である。市憲章第125条の下で、市長・市政委員会・市マネジャーの政府形態を採っている。市長は6人の市政委員と共に市政委員会のメンバーである。委員は市全体を選挙区に選ばれるが、代表する地区に住んでいる必要がある。

## 交通
市内を州間高速道路880号線、同580号線、同238号線が通り、ベイエリアの他地域とを繋いでいる。カリフォルニア州道185号線（14番通り東）が市中心街の幹線道であり、イーストオークランドやヘイワードに通じている。州道61号線（デイビス通り）がもう1つの幹線道であり、中心街で185号線と交差した後、サンフランシスコ湾に向かう。公共交通はベイエリア高速交通（バート）がサンレアンドロ駅とベイフェア駅に停車する。サンレアンドロ・リンクスが市内西部とサンレアンドロ駅を繋ぐバスのシャトル便を運行し、またAC交通が市内バス便を運行している。高齢者向けのフレックス・シャトルも市内で運行しており、またイーストベイ・パラトランシットは障害のある住民の交通を助けている。

## 医療
アラメダ郡医療センターの精神科病院であるジョン・ジョージ精神科パビリオンが未編入領域にある。その近くにあるフェアモント病院は急性時リハビリテーション、神経系、呼吸器系およびHIVの治療センターである。サンレアンドロ病院が市の総合病院である。その他キンドレッドSF急性治療病院とオールセインツ高等看護病院がある。

## 公園

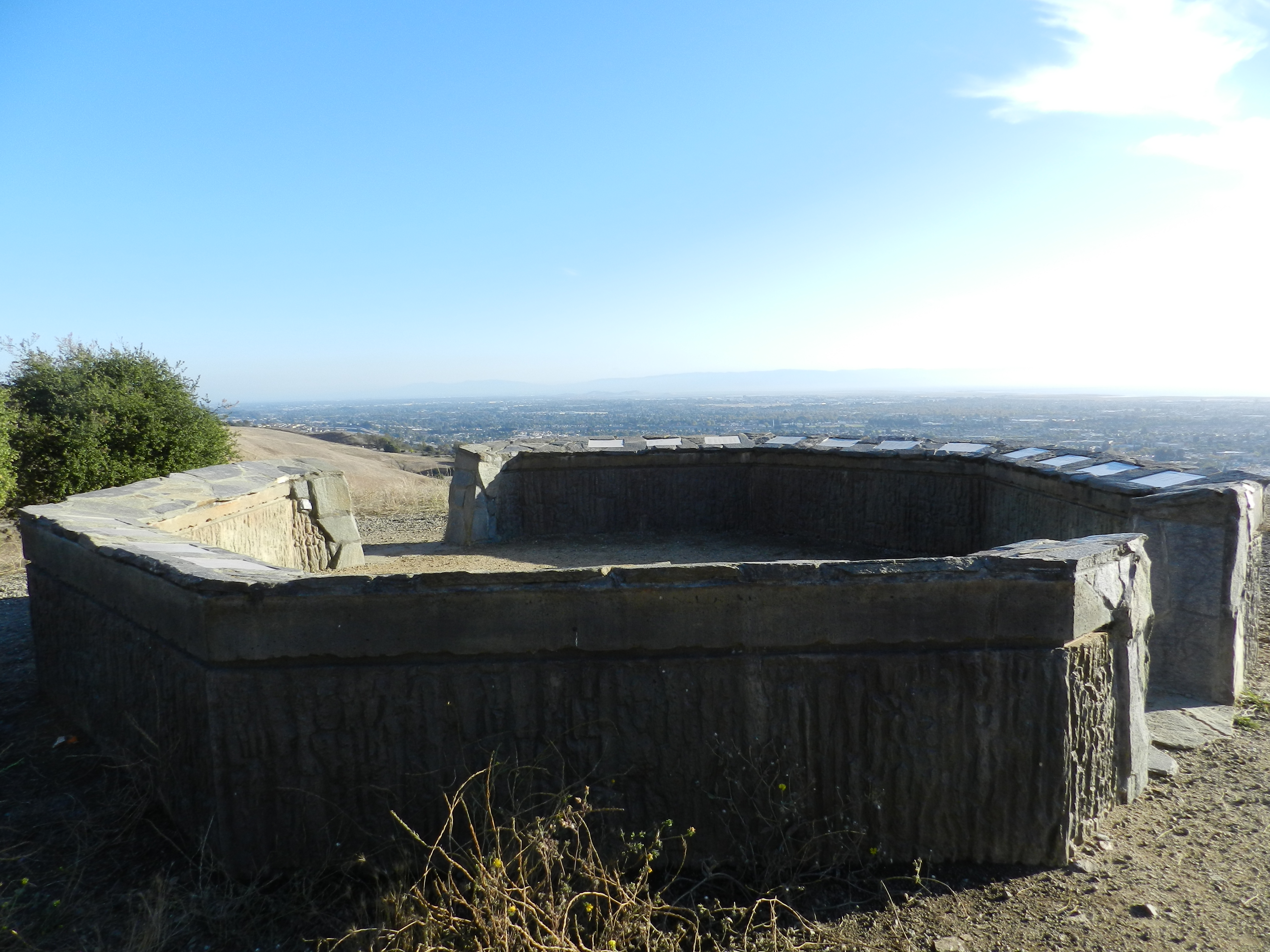
ストーンサークル、子供達の記念グローブ

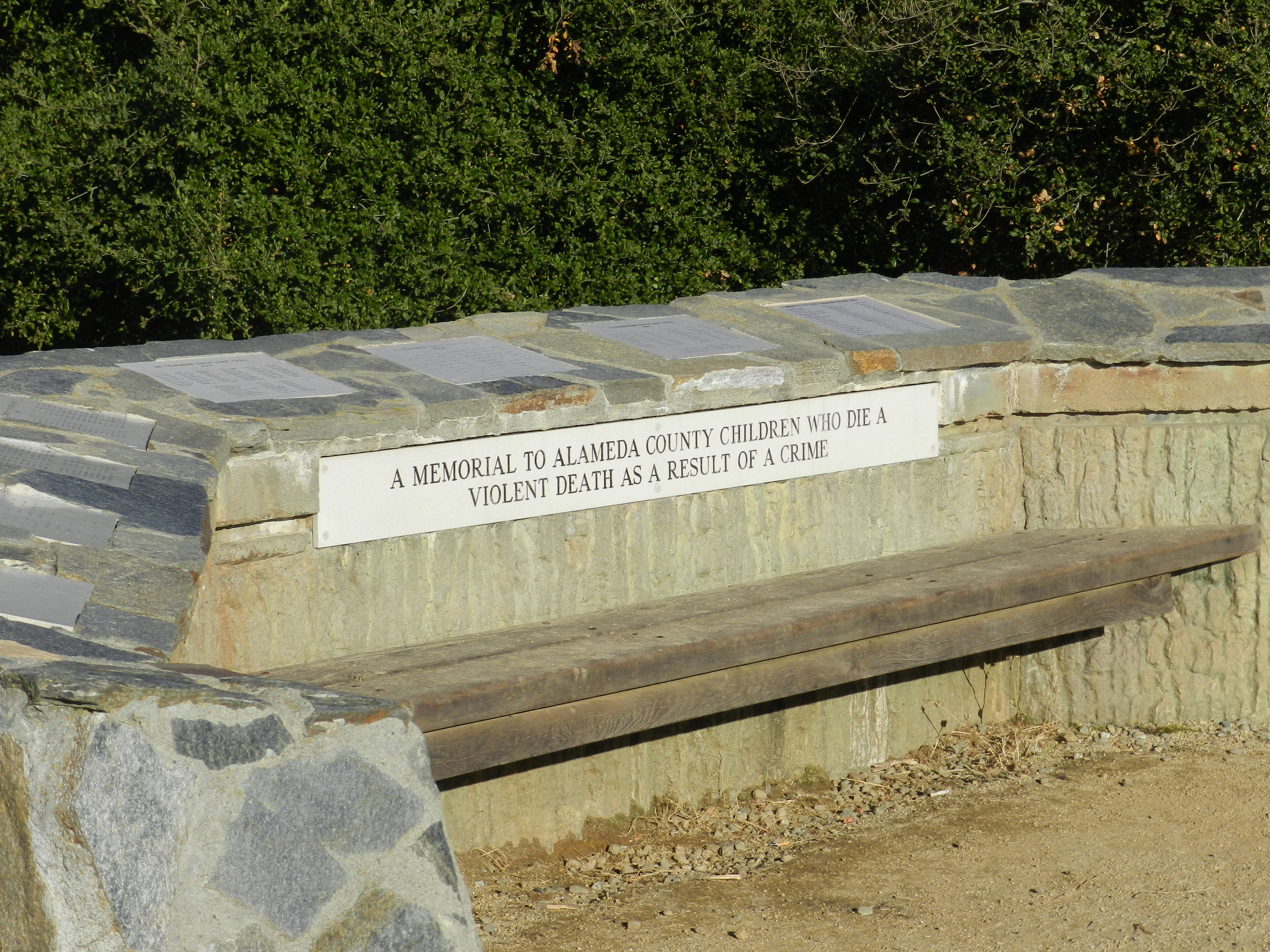
同上の詳細

サンレアンドロ・マリーナにはピクニック場や歩道があり、船の係留場所もある。サンレアンドロ海岸レクリエーション地域の一部である。
市は16の公園を維持している。またマリーナ市民センター、サンレアンドロ高齢者センター、サンレアンドロ家族水生植物センターも維持している。近接するチャボー湖地域公園はハイキング、キャンプ、釣りに人気がある。この公園のフェアモントリッジ・ステージング地域には子供達の記念グローブがあり、オークの林やストーンサークルがあり、またアラメダ郡で暴力によって死んだ子供の名前が毎年刻まれている。

## 著名な出身者
- ロイド・ブリッジス、俳優、サンレアンドロで1913年1月15日に生まれた。50年以上のキャリアの中で、150本以上の作品に出演した。
- フレッド・コレマツ、日本名は是松 豊三郎、サンレアンドロ住人だったが、第二次世界大戦時に逮捕され日系人強制収容所に送られた。戦後、日系人の強制収容の不当性を訴えた権利擁護活動を行った
- アーサー・ラーセン、プロのテニス選手、サンレアンドロ高校卒、1950年にアメリカでのランキング1位になった。2012年12月7日の死の時までサンレアンドロに住んでいた
- ラッセル・ミーンズ、本名オヤテ・ワチンヤピン、インディアンの人権に関するオグララ・スー族の活動家、1942年にサンレアンドロに移転してきた
- ラス・メイヤー、映画監督、1922年3月21日にサンレアンドロで生まれた
- グレッグ・ノートン、メジャーリーグベースボール選手、ニューオーリンズ・ゼファーズ打撃コーチ、1972年7月6日にサンレアンドロで生まれた

## 大衆文化の中で
- 2001年の映画『プリティ・プリンセス』では、電車の車掌ブルース・マッキントッシュがサンレアンドロ出身だと言っている
- オルターナティブ・パンク/スカのバンド、キャンパー・ヴァン・ベートーベンの歌『タニア』では、パトリシア・ハーストの写真がサンレアンドロで撮られたと言っているが、誤りである。
- オルターナティブ・ロックバンドのレイディオヘッドの歌『High and Dry』のミュージックビデオは市内に昔からあるディックのレストランとサテライト・スポーツ・ラウンジが舞台になっている。